# ذلب صاعد
ذلب صاعد (الاسم العلمي:Sansevieria ascendens) هو نوع من النباتات يتبع جنس الذلب من الفصيلة الهليونية.